# Mistrzostwa Europy w Szermierce 2003
Mistrzostwa Europy w Szermierce 2003 – 16. edycja mistrzostw odbyła się we francuskim mieście Bourges w 2003 roku.

## Klasyfikacja medalowa
| Lp. | Państwo     | złoto | srebro | brąz | Razem |
| --- | ----------- | ----- | ------ | ---- | ----- |
| 1   | Rosja       | 5     | 3      | 5    | 13    |
| 2   | Francja     | 2     | 1      | 4    | 7     |
| 3   | Węgry       | 2     | 1      | 2    | 5     |
| 4   | Włochy      | 1     | 3      | 3    | 7     |
| 5   | Polska      | 1     | –      | 2    | 3     |
| 6   | Niemcy      | 1     | –      | 1    | 2     |
| 7   | Estonia     | –     | 2      | –    | 2     |
| 8   | Portugalia  | –     | 1      | –    | 1     |
| –   | Ukraina     | –     | 1      | –    | 1     |
| 10  | Azerbejdżan | –     | –      | 1    | 1     |

## Medaliści

### Mężczyźni
| Złoto                                                                                     | Srebro                                                                               | Brąz                                                                                  |
| Floret                                                                                    |                                                                                      |                                                                                       |
| Simon Senft                                                                               | João Gomes                                                                           | Richard Breutner Jean-Noël Ferrari                                                    |
| Francja · Jean-Noël Ferrari · Erwann Le Péchoux · Antoine Mercier · Terence Joubert       | Węgry · Attila Juhász · Ádám Vizler · Bence Juhász · Márk Marsi                      | Rosja · Wadim Ajupow · Wiaczesław Pozdniakow · Rusłan Nasibullin · Aleksandr Stukalin |
| Szpada                                                                                    |                                                                                      |                                                                                       |
| Gábor Boczkó                                                                              | Pawieł Kołobkow                                                                      | Tomasz Motyka Hugues Obry                                                             |
| Francja · Hugues Obry · Gauthier Grumier · Benoît Janvier · Jean-Michel Lucenay           | Ukraina · Dmytro Kariuczenko · Dmytro Czumak · Witalij Oszarow · Ołeksandr Horbaczuk | Włochy · Davide Schaier · Alessandro Bossalini · Diego Confalonieri · Giacomo Falcini |
| Szabla                                                                                    |                                                                                      |                                                                                       |
| Stanisław Pozdniakow                                                                      | Aleksiej Jakimienko                                                                  | Boris Sanson Luigi Tarantino                                                          |
| Rosja · Aleksiej Frosin · Aleksiej Djaczenko · Stanisław Pozdniakow · Aleksiej Jakimienko | Włochy · Luigi Tarantino · Aldo Montano · Giampiero Pastore · Giacomo Guidi          | Polska · Marcin Koniusz · Arkadiusz Nowinowski · Adam Skrodzki · Maciej Tomczak       |

### Kobiety
| Złoto                                                                                    | Srebro                                                                              | Brąz                                                                                           |
| Floret                                                                                   |                                                                                     |                                                                                                |
| Gabriella Varga                                                                          | Valentina Vezzali                                                                   | Swietłana Bojko Jekatierina Juszewa                                                            |
| Polska · Sylwia Gruchała · Magdalena Mroczkiewicz · Anna Rybicka · Małgorzata Wojtkowiak | Włochy · Valentina Vezzali · Margherita Granbassi · Ilaria Salvatori · Frida Scarpa | Rosja · Swietłana Bojko · Jekatierina Juszewa · Jewgienija Łamonowa · Wiktorija Nikiszyna      |
| Szpada                                                                                   |                                                                                     |                                                                                                |
| Tatjana Łogunowa                                                                         | Maarika Võsu                                                                        | Claire Augros Ildikó Mincza                                                                    |
| Rosja · Tatjana Łogunowa · Oksana Jermakowa · Anna Siwkowa · Tatjana Fachrutdinowa       | Estonia · Maarika Võsu · Heidi Rohi · Olga Aleksejeva · Irina Embrich               | Włochy · Silvia Rinaldi · Sara Cristina Cometti · Bianca Del Carretto · Francesca Quondamcarlo |
| Szabla                                                                                   |                                                                                     |                                                                                                |
| Ilaria Bianco                                                                            | Natalja Makiejewa                                                                   | Edina Csaba Jelena Nieczajewa                                                                  |
| Rosja · Natalja Makiejewa · Jelena Nieczajewa · Jekatierina Fiedorkina · Sofja Wielika   | Francja · Cecile Argiolas · Léonore Perrus · Pascale Vignaux · Anne-Lise Touya      | Azerbejdżan · Jelena Żemajewa · Żanna Siukajewa · Jelena Amirowa · Anżeła Wołkowa              |